# Miliusa filipes
Miliusa filipes är en kirimojaväxtart som beskrevs av Henry Nicholas Ridley. Miliusa filipes ingår i släktet Miliusa och familjen kirimojaväxter. Inga underarter finns listade i Catalogue of Life.